# Getteröns fågelstation
Getteröns fågelstation är en svensk fågelstation belägen på Getterön vid hallandskusten. Ringmärkningen påbörjades 1958 vilket gör den till en av de äldre fågelstationerna i Sverige. Stationen drivs av Varbergs Ornitologiska Förening och verksamheten utförs främst i Getteröns naturreservat men även på andra platser längs med hallandskusten. Totalt har fler än 176 000 fåglar ringmärkts fördelat på 211 arter, i genomsnitt ringmärks drygt 3 800 fåglar per år. Den stora majoriteten av dessa är flyttfåglar, men Getterön har även ett tätt bestånd av häckfåglar. Bland lite ovanligare häckfåglar i området finns snatterand, sydlig kärrsnäppa (C. alpina schinzii), rödspov och skärfläcka.